# Поддразнивание (фонтан в Дюссельдорфе)
Фонта́н «Поддра́знивание» — один из фонтанов в центре Дюссельдорфа (Германия). Расположен в центральной части Дюссельдорфа, на углу улиц Бастионштрассе и Конигсаллее, рядом с гимназией Гёррес. Охраняется законом.

## История
В 1907 году в Дюссельдорфе проходила общегерманская национальная выставка произведений искусств, для которой скульптор Грегор фон Бохманн Младший изготовил скульптурную группу детей "Поддразнивание". Местная Ассоциация по благоустройству города купила скульптуру для установки её в фонтане рядом с тогдашней гимназией Гогенцоллернов. Но для этого требовалось перенести ограду гимназии, чтобы к фонтану был открыт свободный доступ. Руководство гимназии согласилось, но лишь при условии ежегодной оплаты за изымаемую территорию в размере 3 марок.
Возникла и вторая проблема. Городские власти были категорически против установки голых мальчиков рядом с учебным заведением, чтобы не подвергать опасности нравственную и моральную чистоту старшеклассников. Скульптору пришлось облачить старшего мальчика в набедренную повязку.
После решения проблем, по проекту старшего городского строительного директора Йоханнеса Радке, фонтан был ограждён балюстрадой из песчаника.
В июле 1909 года фонтан был передан в собственность Дюссельдорфа и начались неприятности. Молодёжь начала купаться в бассейне фонтана обнажёнными, на фигурах скульптурной группы стали появляться лохмотья, в летние месяца в воду запускались рыбки. Для охраны стали ежедневно выставлять полицейского, но этого оказалось недостаточно и было решено дополнительно установить железную ограду, но она не было установлена из-за нехватки средств. В итоге установили деревянную изгородь, а между ней и балюстрадой натянули колючую проволоку. Окончательно проблему удалось решить только после увеличения интенсивности движения транспорта, когда молодёжь удалилась на менее контролируемые территории.
После того, как скульптор Грегор фон Бохманн во время Первой мировой войны погиб добровольцем вблизи французского города Лан, у фонтана была установлена мемориальная доска. Во время Второй мировой войны фонтан был частично разрушен и вновь реставрирован в 2005 году.
21 апреля 1994 года правительство Дюссельдорфа приняло решение об охране фонтана и скульптурной композиции "Поддразнивание" в качестве памятника архитектуры. Охраняемому объекту присвоен номер 1291. (нем.)

## Галерея
- Фонтан в фотографиях 1-й половины XX века
- 1917 год
- 1923 год
- 1927 год
- 1927 год
- 1939 год